# Aïn Taghrout (distrito)
Aïn Taghrout é um distrito localizado na província de Bordj Bou Arreridj, Argélia, e cuja capital é a cidade de mesmo nome, Aïn Taghrout.[carece de fontes?]

## Municípios
O distrito está dividido em duas comunas:
- Aïn Taghrout
- Tixter